# Сабанеев, Станислав Николаевич
Станисла́в Никола́евич Сабане́ев (14 января 1928 — 21 декабря 2004, Москва) — советский партийный и государственный деятель, председатель Ростовского облисполкома (1970—1979 гг.), председатель Госстроя РСФСР (1979—1990 гг.).

## Биография
Родился в 1928 году. Русский. Член КПСС с 1965 года. Образование высшее — окончил Ташкентский институт инженеров железнодорожного транспорта. Кандидат технических наук, доцент.
С 1949 года, по окончании института, мастер, инженер, прораб, главный инженер строительного участка.
С 1953 года ассистент, старший преподаватель, доцент кафедры, а с 1962 года — ректор Ростовского инженерно-строительного института.
С 1965 года второй, затем первый секретарь Ростовского горкома КПСС.
В 1970—1979 годах — председатель Ростовского облисполкома.
В 1979—1990 годах — председатель Госстроя РСФСР.
Депутат Совета Союза Верховного Совета СССР 9 созыва (1974—1979) от Новошахтинского избирательного округа № 285 Ростовской области. Член Комиссии законодательных предположений Совета Союза.